# 斑点单棘躄鱼
斑点单棘躄鱼（学名：Chaunax stigmaeus）是单棘躄鱼科的一种鮟鱇鱼。原产于大西洋西部的深水区，它们最喜欢生活在大陆架之外90-730米深度的水域，珊瑚礁中。最初的类型标本于1946年3月1日在美国大西洋城的一艘拖船上被捕获，并被献给费城自然科学学院。名称“stigmaeus”在希腊语中意为“斑点”。
斑点单棘躄鱼身体为圆形稍扁，头部非常大。嘴巴大，具有突出的下颚和牙齿。皮肤柔软松弛，尤其是底面非常柔软，在头部和身体形成许多皱褶。体侧线突出。胸鳍小，有14个鳍条。
斑点单棘躄鱼是埋伏捕食者，大部分时间呆在海底休息，仅仅在捕捉猎物或避免自己被猎食时才移动身体。如果受到攻击，它们吸入大量水分来增加自己的身体尺寸。斑点单棘躄鱼如果被带到海面上可以适应温度和压力的变化而存活下来。